# Circolo Nautico Posillipo 1983
Questa voce raccoglie le informazioni riguardanti il Circolo Nautico Posillipo nelle competizioni ufficiali della stagione 1982-1983.

## Sponsor
Lo sponsor stagionale è Parmacotto.

## Stagione
Nella stagione 1982-1983 il Posillipo partecipa al suo quinto campionato in massima serie, classificandosi 3º in quello che sarà l'ultimo campionato di A prima dell'avvento dei play-off.

## Rosa
| N° |                   | Ruolo | Giocatore             |
| -- | ----------------- | ----- | --------------------- |
|    | Italia (bandiera) | P     | Maurizio De Gennaro   |
|    | Italia (bandiera) | P     | Giampaolo De Medici   |
|    | Italia (bandiera) |       | Stefano Postiglione   |
|    | Italia (bandiera) |       | Marco Postiglione     |
|    | Italia (bandiera) |       | Massimo Fiorentino    |
|    | Italia (bandiera) |       | Gennaro Fiorillo      |
|    | Italia (bandiera) |       | Michele Baviera       |
|    | Italia (bandiera) |       | Claudio Palumbo       |
|    | Italia (bandiera) |       | Antonello Postiglione |

| N° |                   | Ruolo | Giocatore        |
| -- | ----------------- | ----- | ---------------- |
|    | Italia (bandiera) |       | Piero Fiorentino |
|    | Italia (bandiera) |       | R. Esposito      |
|    | Italia (bandiera) |       | Franco Porzio    |
|    | Italia (bandiera) |       | Carlo Siena      |
|    | Italia (bandiera) |       | Mario Fiorillo   |
|    | Italia (bandiera) |       | Giuseppe Porzio  |
|    | Italia (bandiera) |       | Filippo Topa     |
|    | Italia (bandiera) |       | Fulvio Cavotti   |